# 1538 en musique classique
| \| • Retour à la chronologie générale de la musique classique • \| |
| Grèce • Rome • Haut Moyen Âge • VIIIe siècle • IXe siècle • Xe siècle • XIe siècle XIIe siècle • XIIIe siècle • XIVe siècle • XVe siècle • XVIe siècle • XVIIe siècle XVIIIe siècle • XIXe siècle • XXe siècle • XXIe siècle |
| • Retour à la chronologie générale de la musique classique • |

| Années en musique classique : 1535 - 1536 - 1537 - 1538 - 1539 - 1540 - 1541    |
| Décennies en musique classique : 1500 - 1510 - 1520 - 1530 - 1540 - 1550 - 1560 |

## Événements
- fl. 1538-1553, Johannes de Hollande, compositeur franco-flamand.

## Œuvres
- Achèvement du Novum et insigne opus musicum, une anthologie de cent motets dont Hieronymus Formschneider a entamé la publication à Nuremberg en 1537.
- Passio Domino nostri Jesu Christi à 4 voix de Johannes Galliculus.
- Jubilate Deo omnis terra, motet de Cristóbal de Morales.

## Naissances
- Stefano Felis, compositeur italien († 25 septembre 1603).

En 1537 ou en 1538 : 
- Alessandro Striggio, instrumentiste et compositeur italien († 29 février 1592).

## Décès
- mars : Hans Buchner, compositeur et organiste allemand (° 26 octobre 1483).